# 莫利納 (智利)
35°06′59″S 71°16′59″W / 35.1164987°S 71.2829759°W

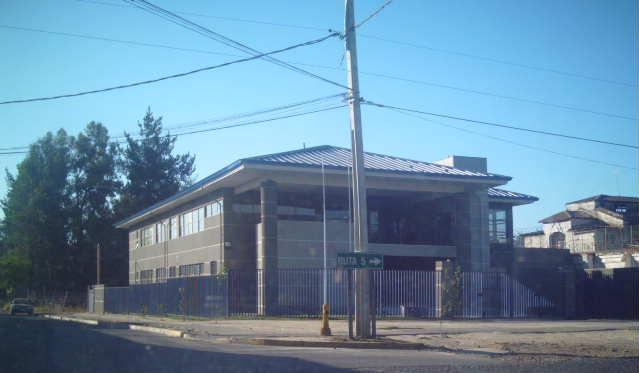

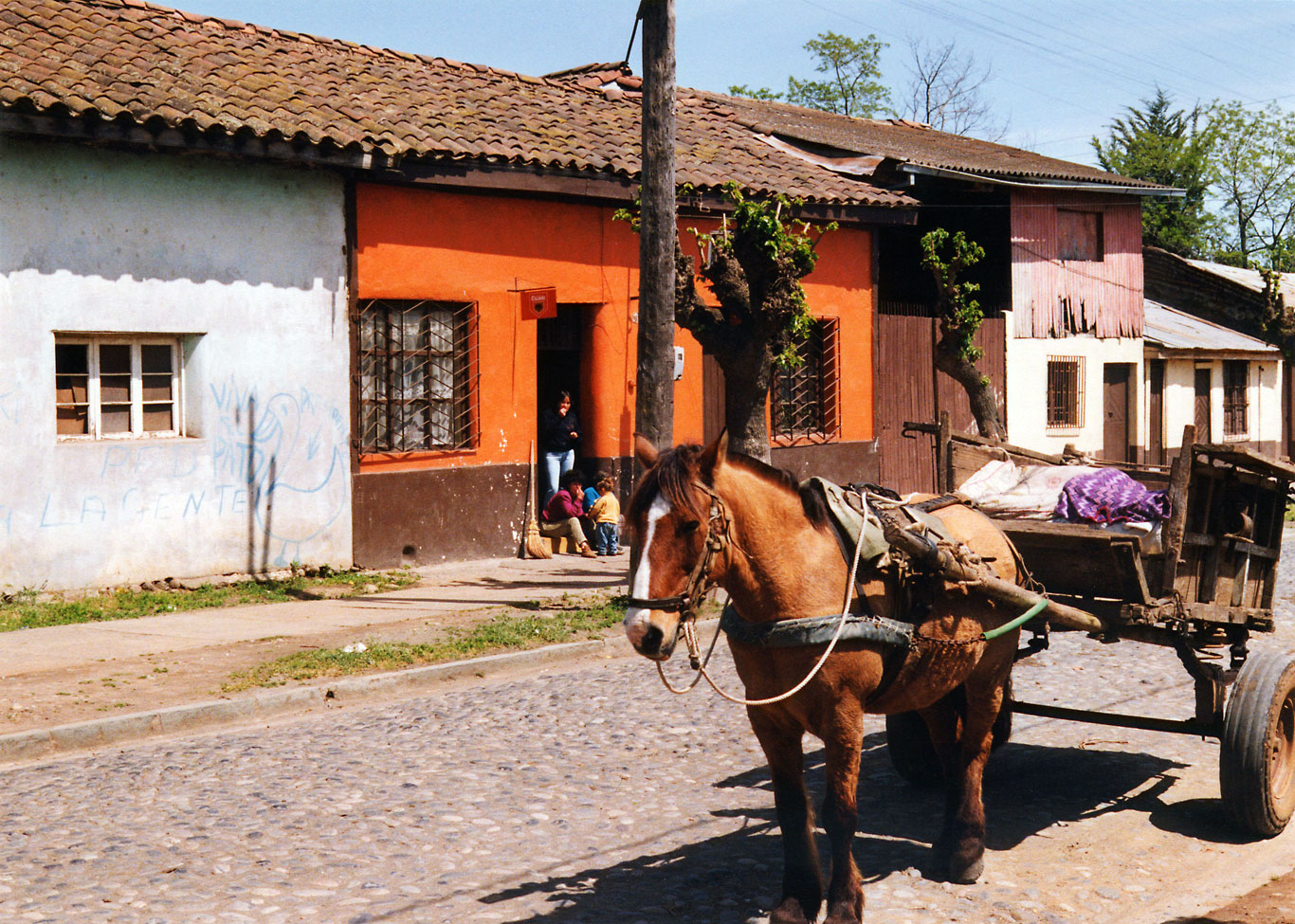

莫利納（西班牙語：Molina）是智利的城鎮，位於該國中部，由馬烏萊大區的庫里科省負責管轄，始建於1834年，面積1,551平方公里，海拔高度273米，2002年人口38,521，人口密度每平方公里24.8人。

## 外部連結
- （西班牙文） Municipality of Molina （页面存档备份，存于）